# Frederick Bridge

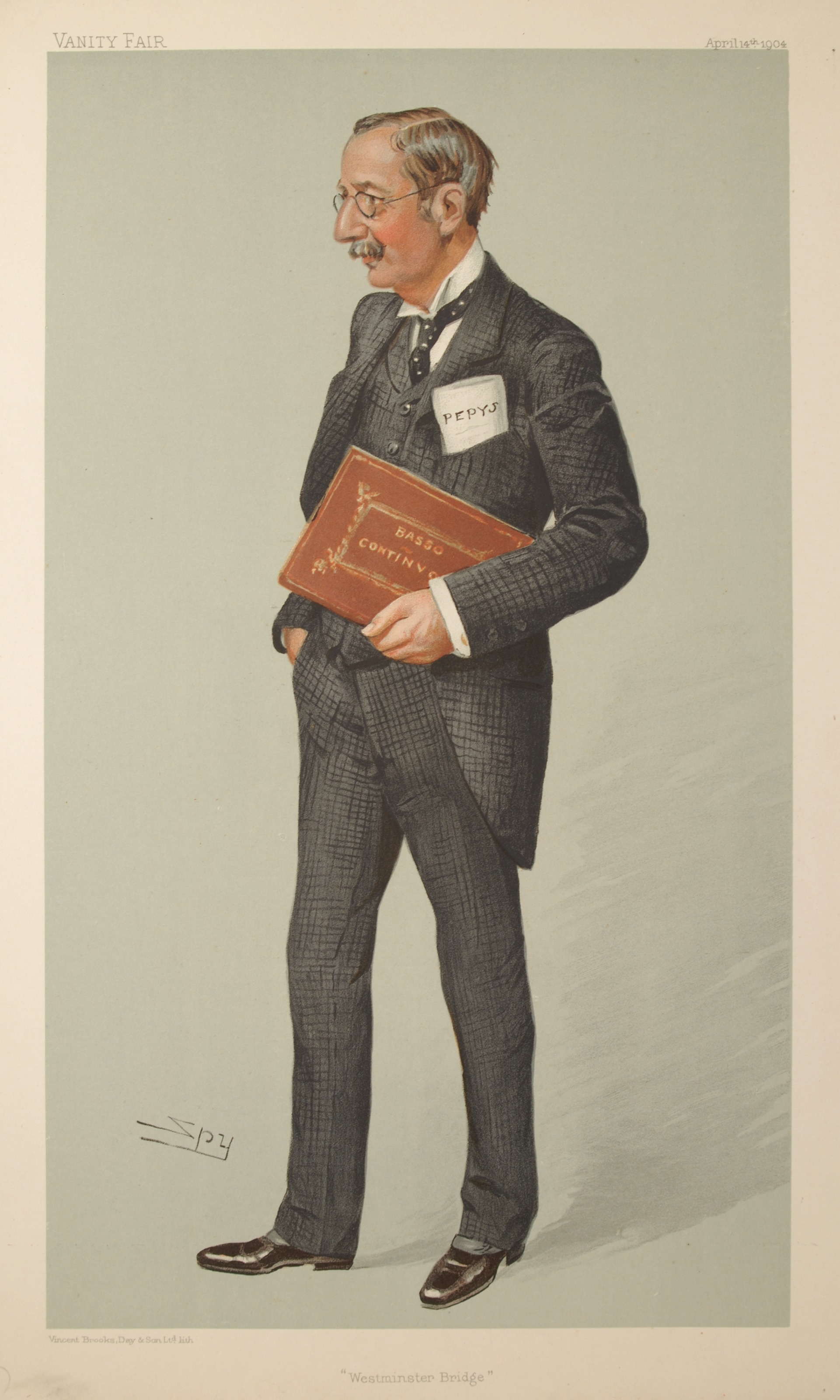
Sir Frederick Bridge.

John Frederick Bridge, född den 5 december 1844 i Oldbury, Worcestershire, död den 18 mars 1924, var en engelsk tonsättare.
Bridge blev 1874 doktor i musik vid Oxfords universitet, var 1875–1918 organist vid Westminster Abbey, blev därjämte 1890 professor i musikteori vid Royal College of Music i London, 1896 dirigent för Royal Choral Society och 1902 professor i musik vid Londons universitet samt adlades 1897. Han komponerade kantater (Baodicea, Gallirrhoe), oratorier (Mount Moriah, Niniveh), hymner, orkesterverk med mera och författat musikteoretiska och andra skrifter.